# Лотарь II фон Вальбек
Лотарь (Лиутар) II фон Вальбек (нем. Lothar II von Walbeck) (умер 21 января 964) — граф фон Вальбек, сын графа Лотаря I фон Вальбек.

## Биография

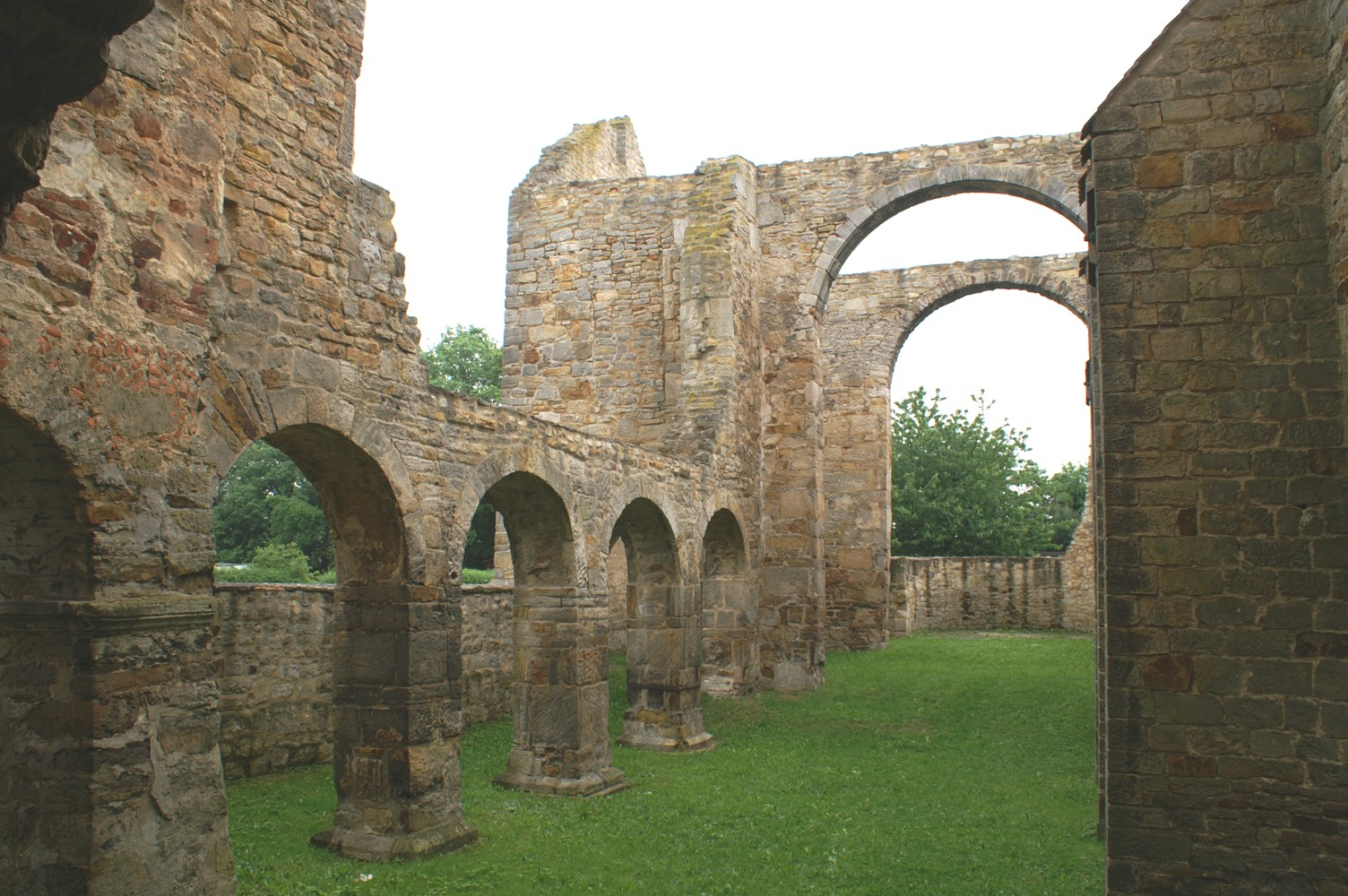
Руины монастыря в Вальбеке, основанного Лотарем

Как приверженец Генриха Баварского, младшего сына короля Германии Генриха I, граф Лотарь принял участие в неудачном покушении на жизнь Оттона Великого на Пасху 941 года в Кведлинбурге. В качестве искупления этого проступка он позже основал в Вальбеке монастырь. Пребывая под довольно мягким арестом у Бертольда, графа Швейнфурта, который принадлежал к знатному роду Бабенбергов и был самым влиятельным человеком в баварском Нордгау, он выдал за него замуж свою дочь Эйлу.
После покушения на Оттона I он был лишен своих владений, но через год получил их обратно. Об этом писал его внук, историк Титмар Мерзебургский. Традиционные переводы этого сообщения Титмара трактуют его так, что Лотарь был прощен Оттоном и получил от него дополнительно два поместья (в Зантерслебене и Гутенсвегене) и денежное возмещение. Но язык Титмара достаточно сложен для понимания, и возможно, как полагает Карл Лейзер, Титмар имел в виду, что Лотарю пришлось заплатить штраф и расстаться с двумя поместьями.
Умер Лотарь II 21 января 964 года; супруга пережила его и скончалась в 991 году.
Лотарь II похоронен в основанном им монастыре, в монастырской церкви святой Марии. С тех пор церковь служила усыпальницей для членов Вальбекского дома. Она простояла более 900 лет, но пришла в упадок и была разрушена в XIX веке. В начале 1930-х годов в ходе исследования руин церкви был обнаружен саркофаг Лотаря II, сейчас он находится в церкви святого Михаила в Вальбеке.

## Брак и дети
Жена: Матильда фон Арнебург (ум. 3 декабря 991), дочь Бруно, графа фон Арнебург.
Дети:
- Лотарь III фон Вальбек (ум. 25 января 1003) — граф фон Вальбек
- Зигфрид фон Вальбек (ум. 15 марта 991) — граф фон Вальбек
- Эйлика (ум. 1016) — брак (942) Бертольд Швейнфуртский (ум.980)